# Singapura
| Singapura       | Singapura       |
| Singapura-Katze | Singapura-Katze |
| --------------- | --------------- |

Die Singapura ist die kleinste Rassekatze. Sie wurde 1975 von der amerikanischen Familie Meadows aus Singapur mit in die Vereinigten Staaten gebracht und ein Jahr später auf einer Ausstellung gezeigt. Sie ist nach wie vor eine der seltensten Rassekatzen.

## Herkunft und Geschichte
Singapura ist das malaiische Wort für den südostasiatischen Inselstaat Singapur. In der Katzenwelt liest man aber auch immer wieder die Geschichte ihrer Herkunft, wonach die Singapura ihre geringe Größe dem Umstand verdankt, dass sie in Singapur in Abflussrohren gelebt habe – woher auch ihr zweiter Name „Drain Cat“ stammt.
Inzwischen überwiegt in der Literatur die Version, wonach diese Rasse eine gezielte Züchtung ist, wenn auch zu Beginn unter Beteiligung tatsächlich wilder Katzen aus Singapur. Das heutige Erscheinungsbild verdankt die Singapura jedoch der bewussten Verpaarung mit den sehr menschenbezogenen Burma- und Abessinierkatzen.
Erst 1987 gelangte die erste Singapura über Belgien nach Europa.

## Aussehen und Rassestandard
Die Singapura ist eine recht schlanke Katze. Mit einem Gewicht von etwa 2 Kilogramm (Katze) beziehungsweise 2,5 bis 3 Kilogramm (Kater) ist der Körper dieser Katze zwar klein bis mittelgroß, dennoch ist sie muskulös und kräftig und wirkt dabei doch grazil. Der kompakte Körper wird von kurzen aber kräftigen Beinen getragen, die dem Tier eine große Sprungkraft verleihen. Die Pfoten sind klein und oval, die Ballen sollten braun-rosa sein.
Was auffällt, sind die großen Ohren der Singapura, die am Kopfansatz breit sind und zum Ende spitz auslaufen. Der Hals ist muskulös und eher kurz. Signifikant sind auch die riesigen, mandelförmigen Augen, die der Singapura ein wachsames Aussehen verleihen. Sie wirken durch eine dünne, dunkelbraune Umrandung besonders ausdrucksstark und sind bei dieser Rasse ein besonders wichtiges Detail. Sie können einen haselnussbraunen, grünen oder gelben Farbton haben. Sie sollten weit auseinander stehen. Das Gesicht der Singapura ist verhältnismäßig klein. Die Singapura hat einen lachsfarbenen Nasenrücken und auch lachsfarbene Ohren. Der Nasenspiegel sollte zart umrandet sein, ebenso die Lippen und Schnurrhaar-Öffnungen. Der Schwanz ist eher kurz und schlank mit einer abgerundeten Spitze.
Das Fell der Singapura ist hell und fein, glatt, dicht gewachsen, eng am Körper anliegend, seidig glänzend und kurz. Es ähnelt dem der Abessinierkatze und fühlt sich seidig weich an. Bei der Singapura ist vom Rassestandard nur eine einzige Farbe anerkannt: das so genannte Sepia Agouti. Das ist ein sealbrauner, elfenbeinfarbener Farbton, der braun „getickt“ ist. Dieses Ticking bedeutet, dass jedes Haar zwei- oder mehrfach gebändert ist (dunkel und hell). Dadurch verschwimmt das Muster der Fellzeichnung, und das Fell erscheint fast unifarben. Der Bauch ist heller und hat die Farbe von ungebleichtem Musselin.

## Charakter
Die Singapura ist eine sanfte, liebevolle und sehr anhängliche, verschmuste Katze. Sie folgt ihrem Besitzer in jedes Zimmer und fühlt sich am wohlsten, wenn sie einfach bei ihren Menschen sein kann. Singapuras haben ein sehr freundliches Wesen, sind anpassungsfähig und unkompliziert. Sie vertragen sich gut mit Artgenossen und können sehr ausgelassen spielen. Nur Fremden gegenüber ist die Singapura etwas zurückhaltend. Wenn sie zu ihrem Menschen aber Zutrauen gefasst hat, ist sie ein liebevoller und anhänglicher Gefährte.